# アガペー
アガペー（古代ギリシア語: ἀγάπη）は、キリスト教における神学概念で、神の人間に対する「愛」を表す。神は無限の愛（アガペー）において人間を愛しているのであり、神が人間を愛することで、神は何かの利益を得る訳ではないので、「無償の愛」とされる。また、それは不変の愛なので、旧約聖書には、神の「不朽の愛」と出てくる。新約聖書では、キリストの十字架上での死において顕された愛として知られている。
またキリスト教においては、神が人間をアガペーの愛において愛するように、人間同士は、互いに愛し合うことが望ましいとされており、キリスト教徒のあいだでの相互の愛もまた、広い意味でアガペーの愛である（マタイ福音書22、37–40）。
ただし、この神の無限の愛としてのアガペーは神学概念に当てられる言葉であり、新約聖書の著者がアガペーを一様にこのような意味で用いていたかは本文解釈上の議論がある。

## アガペーの選択
神が人間を無償において、限りなく愛していることは、『新約聖書・福音書』において、イエズスが弟子たちや人々に述べ伝えていることである。『マタイ福音書』にある著名な「山上の垂訓」においても、「神は、善なる者にも、悪なる者にも、変わることなく、太陽の光の恵みを与えてくださる」というように、人間をその行為や社会的地位や身分や性別などによって区別せず、恵みを与えてくれる存在として宣明されている。
また同じ「山上の垂訓」において、イエズスは、知人や友人、家族などを愛するだけでは十分ではない。そういうことは異邦人や取税人もしている。わたしの教えに従う者は、みずからの「敵」さえも愛さねばならないとして、単なる「隣人愛」以上の普遍的な人間愛を語っており、このような愛を通じて、「神の子」となりえるのであるとしている。このことは、「善きサマリア人のたとえ」のなかでも示唆されている。ここでイエズスが述べている「愛する」という言葉は、ギリシア語原文では αγαπειν という動詞であり、この動詞の名詞形が「アガペー」である。

### 古典ギリシア語での愛
このような神の無限の愛、人間に対し普遍的に提供される「愛」を表現するため、『新約聖書』の福音書記者たちは、ギリシア語の ἀγάπηという言葉を選んだ。選んだというのは、ギリシア語には「愛」を表現する言葉が基本的には4つあり、エロース (ἔρως、性愛) 、フィリアー (φιλία、隣人愛) 、アガペー (ἀγάπη、自己犠牲的な愛) 、ストルゲー (στοργή、家族愛) である。
エロースは古代ギリシアにおける神聖な神であり、また「性愛」や「肉体の愛」を典型的に意味した。エロースは文化人類学的にもよく知られるように、女性の生殖は神秘であり驚異であり、神聖なものであったため、神と見做されたのであり、それゆえ、生殖の前提となる肉体の交渉での愛を必ず含意した。情欲的な愛、自己中心的な愛を意味し、聖書では用いられていない。
フィリアーは、親子、兄弟、友人間の人間的ではあるが麗しい愛を表すのに用いられている。

### 神の愛としてのアガペー
ヘブライの伝統を引く原始キリスト教の信徒たちは、後の教父たちがギリシア哲学（特にプラトン哲学）を援用したとはいえ、初期には、ギリシア的伝統や、ローマの伝統とは別の形で彼らの信仰を表現したいと考えたと思える。また「神の愛」は、エロースの愛のような「肉体の愛」ではなく、「魂・霊の愛」であると考えられたので、「フィリアー」か「アガペー」がより適切であった。「フィリアー」は、友情や友愛の意味を持ち、この言葉がキリスト教の「愛」を示す言葉として選択されても不自然ではなかった。
しかし「アガペー」は家族愛のような意味を持ち、それ以外に、特に限定された強い用例のある「愛」ではなかったので、原始キリスト教の福音書記者たちやパウロは、この言葉を「神の愛」を意味する言葉に採択したと考えられる。
英語の古カトリック訳では、love と訳すと「エロース」によって表される情欲的な愛と誤解されることを避けて、チャリティー (英: charity、羅: caritas、カリタス) の訳語を当てている。その後、charity の意味に変化が起こって、現在では「慈善」の意味で用いられるようになったので、ティンダル訳では「アガペー」の訳語として love が用いられるようになった。

### 無限の愛の神学
神の愛、すなわち「アガペー」は、無限にして無償であるというのは、この世の「悪」や「悲惨」の存在からして疑問とも考えられる。神が無限・無償に人間を愛してくださるのなら、何故、この世界には悪や悲惨や不幸や差別や貧困や、様々な矛盾が存在するのか。原始キリスト教の出現と同時期に擡頭した、地中海世界でのグノーシス主義は、この世の悪の原因は、この世が「悪の神・偽の神」によって創造されたためであるとした。
グノーシス主義の主張は、その基本的な「悪の実在」に関して明晰であり、非常に説得力がある。このため、敬虔なキリスト教徒の母の元に生まれながらも、思想的に、グノーシス主義の主張に共鳴したヒッポの聖アウグスティヌスは、東方グノーシス主義最大の教派であるマニ教の信徒となった。

### 善の欠如としての悪
しかし後にアウグスティヌスはキリスト教に回心（復帰）し、キリスト教の立場より、マニ教の主張を論駁する。この世に「悪の現象が実在」する根拠議論の前提として、アウグスティヌスは、神は世界を善でもって創造したのであり、その世界はまた多様な世界であることを指摘した。
この故に、世界が具体的な実在として現象するにおいて、善の現れが見かけ上で濃淡のあるものとなり、ある善の現象が実現するためには、別の現象において、そのような善が実現していないという事態が生じ、世界全体として、相対的に、善と悪が混合して存在するように認識されるのであって、「悪そのもの」は実は実在していないとの説明を行った。
これを、キリスト教神学的に「善の欠如としての悪」という。
アウグスティヌスの説は詭弁論法のようにも見え、マニ教の代表的な思想家とのあいだの論争はきわめて激しいものであった。また、当時、西ローマ帝国がゲルマン族の侵略によって荒廃した理由を、異教キリスト教がローマに広がったためであるとして、キリスト教を非難する主張が存在したが、これに対しても、アウグスティヌスは反駁して『神の国』を著し、西ローマ帝国の荒廃はキリスト教の興隆が原因ではなく、地上の歴史は、神の無限の善と愛の実現へと向かう、神の国の歴史の一面であるとして、世界史的歴史観を築いた。

### トマスの存在の恩寵
しかし、「善の欠如としての悪」とは常識的に不可解であり、合理的とは思えない。そもそも「神の無限の愛」すなわちアガペーとは何であるのか、哲学的・神学的には、大きな問題を含んでいた。
これに対し、中世西欧においては、教父・神学者たちが数知れぬ議論を行った。13世紀の聖トマス・アクィナスは、イブン・ルシュドのアラビア・スコラ哲学をモデルに、その反論としての壮大な神学大系を築き、神の愛とは、事物（レース）に対する「存在（エッセ、Esse）」の無償の付与にあるとする見解を明示した。世界と事物、人間は、存在するという事実において、神よりの「エッセ（存在）」の無償の恵みを受けているのである。
しかし、人の存在は信仰によって条件付けられる。
存在することは、それ自体が「善」であり、存在物（レース）における「エッセの欠如」は即ち「無」である。最悪の悪は「無」であり、この世に現象的に悪が存在するとしても、それは存在の恩寵の上で、見かけの現象として現れているものである。世界や事物、人間がまさに存在しているという事実にこそ、神の無限の愛と恩寵、すなわちアガペーの顕現が見られるのである。